# Randolph (hrabstwo Orange)
Randolph – jednostka osadnicza w Stanach Zjednoczonych, w stanie Vermont, w hrabstwie Orange.